# Dacoderus steineri
Dacoderus steineri là một loài bọ cánh cứng trong họ Salpingidae. Loài này được Aalbu, Andrews & Pollock miêu tả khoa học năm 2005.